# Hiliduruwa
Hiliduruwa is een bestuurslaag in het regentschap Nias Utara van de provincie Noord-Sumatra, Indonesië. Hiliduruwa telt 1740 inwoners (volkstelling 2010).